# 木下勝俊
木下勝俊（日语：／ Kinoshita Katsutoshi，1569年—1649年7月24日），是日本安土桃山時代至江戶時代的武將、大名、歌人。
作為一個歌人，他也以木下長嘯子（日语：／ Kinoshita Chōshōshi）之名為人所知。他開闢了和歌歌壇的新領域，並對俳句大師松尾芭蕉產生一定影響。

## 生平
勝俊是木下家定的長男。家定是豐臣秀吉正室高台院（北政所）的兄長，也就是說高台院（北政所）是勝俊的姑姑。雖與豐臣秀吉無血緣關係，但獲得一門眾的待遇，獲賜「豐臣」姓氏。年輕時便展現其和歌的才能。
1590年，參與消滅後北條氏的小田原之戰。
1594年，獲封若狹國後瀨山城81500石的領地。
1600年，德川家康發動會津征伐攻打上杉景勝時，勝俊奉命留守伏見城松之丸，卻在西軍攻擊前逃離伏見城，最終守將鳥居元忠戰死，而脫逃的勝俊則在關原之戰結束後被沒收領地。
1608年，在豐臣秀吉正室高台院（北政所）幫助下，獲封備中國足守25000石的領地。

## 資料來源
1. ↑  《寬政重修諸家譜》、《尾張群書系圖部集》記載為「家女」。《木下家譜》作「家女」，暗示身分很低。
2. ↑  公家阿野實藤生母。